# Mark Maigida Nzukwein
Mark Maigida Nzukwein (* 15. Juli 1969 in Jenuwa Nyifiye, Taraba) ist ein nigerianischer römisch-katholischer Geistlicher und Bischof von Wukari.

## Leben
Mark Maigida Nzukwein studierte von 1987 bis 1990 Philosophie am Priesterseminar St. Thomas Aquinas in Makurdi und von 1991 bis 1995 Katholische Theologie am Priesterseminar St. Augustine in Jos. Am 15. Juli 1995 empfing er das Sakrament der Priesterweihe für das Bistum Jalingo.
Nzukwein war zunächst von 1995 bis 1998 als Pfarrvikar der Kathedrale St. Augustine in Jalingo tätig. Zudem wirkte er von 1996 bis 1997 als Diözesanjugendseelsorger sowie von 1996 bis 1998 als Diözesandirektor der Päpstlichen Missionswerke und als persönlicher Sekretär des Bischofs von Jalingo, Ignatius Ayau Kaigama. Von 1998 bis 1999 war er Pfarrer der Pfarrei St. John in Mutum Biyu. 1999 wurde Mark Maigida Nzukwein für weiterführende Studien nach Rom entsandt, wo er 2002 an der Päpstlichen Universität der Salesianer ein Lizenziat im Fach Jugendpastoral erwarb. Nach der Rückkehr in seine Heimat wurde Nzukwein 2002 Rektor des Kleinen Seminars Sacred Heart in Jalingo und 2008 zusätzlich Generalvikar des Bistums Jalingo. Daneben absolvierte er 2013 am Päpstlichen Athenaeum Regina Apostolorum einen Kurs für Ausbilder an Priesterseminaren. Ab 2016 war er Regens des Priesterseminars St. Augustine in Jos.
Am 14. Dezember 2022 ernannte ihn Papst Franziskus zum ersten Bischof des mit gleichem Datum errichteten Bistums Wukari. Der Apostolische Nuntius in Nigeria, Erzbischof Antonio Filipazzi, spendete ihm am 13. April 2023 auf dem Sportplatz der Government Secondary School in Wukari die Bischofsweihe; Mitkonsekratoren waren der Erzbischof von Abuja, Ignatius Ayau Kaigama, und der Bischof von Jalingo, Charles M. Hammawa.